# 萬博亞縣
萬博亞縣（西班牙語：Cantón Huamboya），是厄瓜多爾的縣份，位於該國東南部，由莫羅納-聖地亞哥省負責管轄，面積653平方公里，海拔高度1,047米，2001年普查人口總數為5,965人，人口密度每平方公里9.13人。